# Jesús de Tavarangue

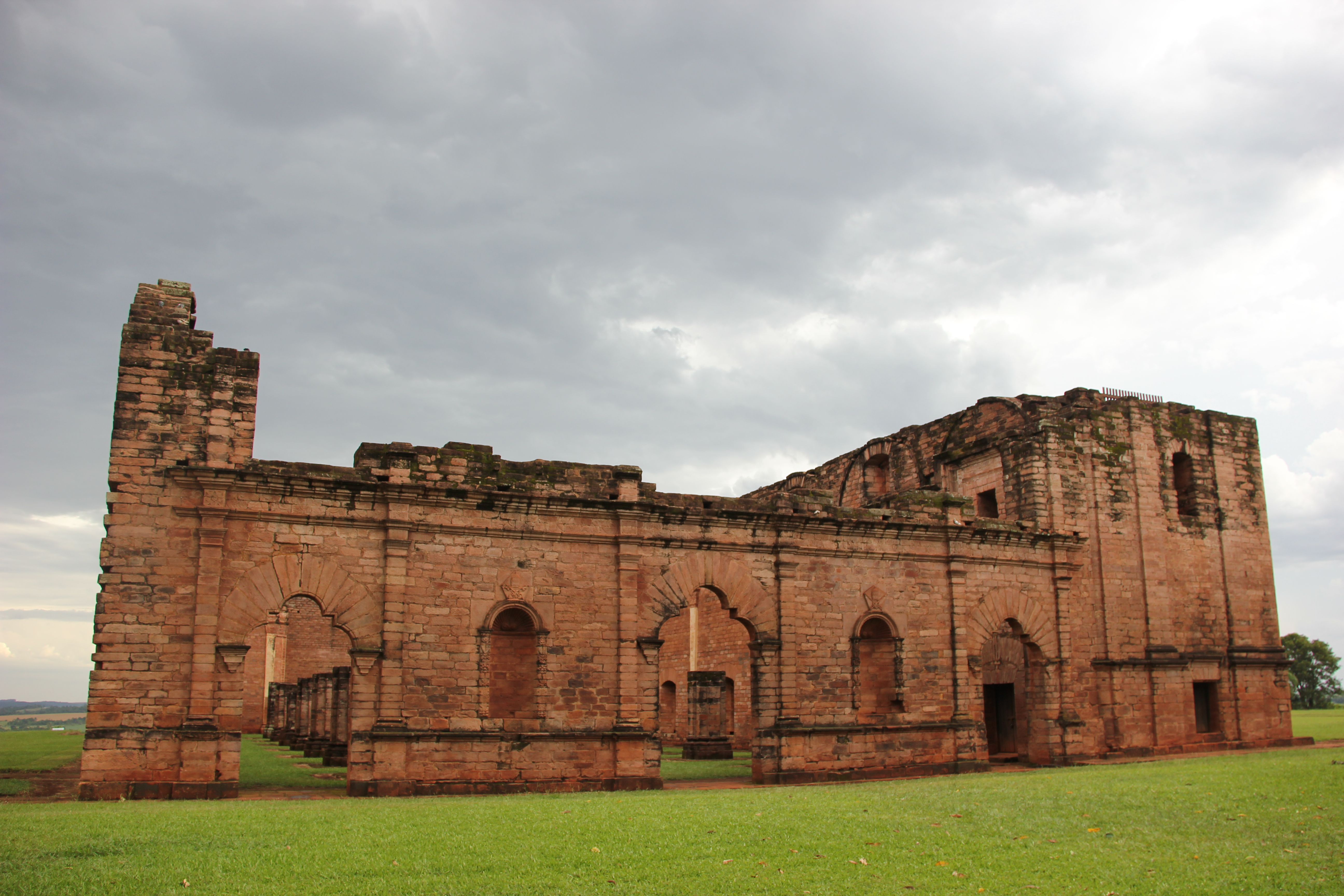

Jesús de Tavarangue är ett samhälle med resterna av en jesuitisk missionsstation. Det ligger 10 km nordost om La Santisima Trinidad de Paraná i departementet d'Itapua, sydöstra Paraguay.
Samhället grundades redan 1658, först år 1763 kom jesuiterna och startade då en missionsstation i byn. Byggnaderna som hör till missionsstationen är i spansk stil. Förutom deras intressanta arkitektur är missionsstationen en påminnelse om jesuiternas kristnande av regionen.
Jesus de Tavarangue klassas idag tillsammans med La Santisima Trinidad de Paraná som ett världsarv.